# Кеглевић
Кеглевић (рум. Cheglevici) насеље је у Румунији у округу Тимиш у општини Старо Бешеново. Oпштина се налази на надморској висини од 77 m.

## Историја
По „Румунској енциклопедији”, некада средњовековно место које су уништили Турци обновљено је после 1717. године. Село су колонизовали 1842—1844. године Немци. Назив је место добило по председнику Коморе, грофу Гаврилу Кеглевићу.

## Становништво
Према подацима из 2013. године у насељу је живело 577 становника.

### Попис2002.
| Расподела становништва по националности 2002.‍ | Расподела становништва по националности 2002.‍ | Расподела становништва по националности 2002.‍ | Расподела становништва по националности 2002.‍ | Расподела становништва по националности 2002.‍ |
| --------------------------------------------- | --------------------------------------------- | --------------------------------------------- | --------------------------------------------- | --------------------------------------------- |
|                                               |                                               |                                               |                                               |                                               |
| Румуни                                        | Румуни                                        |                                               | 354                                           | 62,9%                                         |
| Мађари                                        | Мађари                                        |                                               | 172                                           | 30,6%                                         |
| Немци                                         | Немци                                         |                                               | 18                                            | 3,2%                                          |
| Бугари                                        | Бугари                                        |                                               | 19                                            | 3,4%                                          |